# EnVision
EnVision – planowana sonda kosmiczna Europejskiej Agencji Kosmicznej, która ma zostać wysłana w kierunku planety Wenus na początku lat 30. XXI wieku. Będzie to orbiter.

## Cel misji
Misja EnVision ma zapewnić całościowy ogląd planety Wenus, począwszy od jej budowy wewnętrznej, poprzez ukształtowanie powierzchni aż do górnej atmosfery. Wenus, mimo podobieństw składu i rozmiaru, jest planetą bardzo różną od Ziemi. Pytania, na które ma odpowiedzieć misja, dotyczą jej współczesnej aktywności geologicznej i tego, czy pierwotnie na powierzchni istniały oceany i warunki do życia. Uczeni chcą także lepiej zrozumieć, jakie procesy doprowadziły do globalnej zmiany klimatu i czy z losów Wenus można wyciągnąć wnioski dotyczące przyszłości Ziemi. Poszerzenie wiedzy o drogach rozwoju planet skalistych może mieć znaczenie także wobec odkrycia ziemiopodobnych egzoplanet.

## Instrumenty
Lista instrumentów badawczych sondy obejmuje:
- VenSAR – radar z syntetyczną aperturą do stworzenia map radarowych powierzchni z rozdzielczością 10–30 m, pomiarów altymetrycznych, polarymetrycznych i radiometrycznych;
- SRS (Subsurface Sounding Radar) – georadar do badania warstw do kilometra pod powierzchnią;
- VenSpec – zestaw trzech spektrometrów działających w ultrafiolecie i podczerwieni do badań składu powierzchni i gazów śladowych w atmosferze, w tym emisji wulkanicznych;
- RSE (Radio Science Experiment) – eksperyment wykorzystujący śledzenie ruchu sondy do badań anomalii pola grawitacyjnego planety oraz właściwości atmosfery podczas zakrycia sondy przez planetę.

## Historia
W 2016 roku ESA ogłosiła konkurs na projekt piątej średniej wielkości misji programu Cosmic Vision. Projekt misji EnVision zwyciężył z projektem Theseus (Transient High-Energy Sky and Early Universe Surveyor) i w czerwcu 2021 roku został wybrany do realizacji.
Sonda może wystartować najwcześniej w 2031 roku, możliwy jest także start w 2032 lub 2033 roku. Lot do Wenus zajmie 15 miesięcy, przez następne 16 miesięcy sonda ma obniżać orbitę poprzez hamowanie aerodynamiczne. Docelowa orbita będzie bliska biegunowej, w czasie 92 minut sonda ma obiegać planetę na wysokości zmieniającej się od 220 do 540 km.